# ГЕС Tysso II
ГЕС Tysso II — гідроелектростанція на півдні Норвегії майже за вісім десятків кілометрів на південний схід від Бергену. Знаходячись малою ГЕС Håvardsvatn (5 МВт, вище по сточищі) та ГЕС Оксла, входить до складу гідровузла у сточищі річки Tysso, котра тече до Sorfjorden (протяжна південна затока Гардангер-фіорду).
В своїй роботі станція використовує п'ять значних водосховищ:
- Tyssevatnet, розташоване на самій Tysso. Ця водойма має корисний об'єм 52 млн м3, що забезпечується коливанням рівня між позначками 1307 та 1333 метра НРМ;
- Nedsta Nonsskorvatnet, яка знаходиться на лівій притоці Tysso річці Nybuåi (впадає на ділянці водосховища Рінгедалсватнет). Окрім епонімної водойми воно включило озера Ovra Havardsvatnet, Nedstra Havardsvatnet і Kvannanuttjomane та має корисний об'єм 130 млн м3, чому відповідає коливання поверхні між 1208 та 1264 метра НРМ;
- розташоване нижче на тій же Nybuåi сховище Nedra Nybuvatnet з корисним об'ємом 24,8  млн м3 та разташуванням поверхні в діапазоні від 1162,2 до 1190,5 метра НРМ;
- Breiavatnet, створене на Breidåni, лівій притоці Nybuåi. Воно має корисний об'єм у 88,2 млн м3 та коливання поверхні між позначками 1188 та 1233,4 метра НРМ;
- Langavatnet, яке розташовується на іншій лівій притоці Nybuåi річці Kystfelt та є найбільшим резервуаром системи. Його корисний об'єм становить 189 млн м3, чому відповідає зміна рівня між 1155 та 1190 метрів НРМ.
Ресурс із Nedsta Nonsskorvatnet  проходить через зазначену вище малу ГЕС Håvardsvatn після чого прямує до Nedra Nybuvatnet. Сюди ж по тунелю довжиною 2 км передається ресурс із Breiavatnet. Також із Nedra Nybuvatnet тунелем довжиною 4 км з'єднане Langavatnet, що, враховуючи їх дуже схожий діапазон коливань, дозволяє здійснювати маневр ресурсом.
Головний дериваційний тунель прямує від Nedra Nybuvatnet по правобережжю Tysso. Довжина траси до машинного залу складає понад 12 км, при цьому отримують додатковий ресурс із:
- водозабору на Slet (впадає праворуч до сховища Рінгедалсватнет);
- водозабору на Tysso, через який зокрема надходить вода із розташованого вище резервуару  Tyssevatnet;
- так само розташованого на Tysso озера Tyssehylen, рівень поверхні якого коливається між 1160,7 та 1161,7 метра НРМ. Цей недостатньо високий показник змушує використовувати для підкачки насосну станцію Tyssehøl потужністю 0,5 МВт;
- водозабору на Endaåi (впадає праворуч до Рінгедалсватнет);
- водозабору на Floråni (ще один правий доплив Рінгедалсватнет).
Основне обладнання станції становлять дві турбіни типу Пелтон потужністю по 112 МВт (первісно мали потужність по 97 МВт), які використовують напір у 725 метрів та забезпечують виробництво 1069 млн кВт-год електроенергії на рік.
Відпрацьована вода відводиться до Рінгедалсватнет.